# Opuntia fuliginosa
Opuntia fuliginosa ist eine Pflanzenart in der Gattung der Opuntien (Opuntia) aus der Familie der Kakteengewächse (Cactaceae). Das Artepitheton fuliginosa stammt aus dem Lateinischen, bedeutet ‚rußig‘ und verweist dunkle Erscheinung der Art.

## Beschreibung
Opuntia fuliginosa wächst baumförmig und erreicht Wuchshöhen von bis zu 4 Meter. Es wird ein auffälliger verholzter Stamm ausgebildet. Die glänzend gelbgrünen, rundlichen bis verkehrt eiförmigen Triebabschnitte sind unterschiedlich groß. Meist sind sie  15 bis 20 Zentimeter lang. Die pfriemlichen Blattrudimente sind bis zu 12 Millimeter lang. Die elliptischen Areolen sind grau und stehen 3 bis 4 Zentimeter voneinander entfernt. Die unterschiedlichen Glochiden sind gelblich bis dunkler gefärbt und bis zu 1 Zentimeter lang. Die zwei bis acht durchscheinenden Dornen sind schmutzig weiß bis bräunlich oder grau. Die unteren von ihnen sind gebogen, die mittleren häufig abgeflacht und verdreht. Die Dornen sind bis zu 4 Zentimeter lang.
Die gelben Blüten  werden im Alter rötlich. Sie weisen eine Länge von bis zu 2,5 Zentimeter und Durchmesser von bis zu 4 Zentimeter auf. Die roten, verkehrt eiförmigen bis spindelförmigen Früchte sind mit zahlreichen Glochiden besetzt.

## Verbreitung, Systematik und Gefährdung
Opuntia fuliginosa ist in den mexikanischen Bundesstaaten Colima, Guerrero, Jalisco und Michoacán verbreitet.
Die Erstbeschreibung erfolgte 1908 durch David Griffiths.
In der Roten Liste gefährdeter Arten der IUCN wird die Art als „Least Concern (LC)“, d. h. als nicht gefährdet geführt. Die Entwicklung der Populationen wird als stabil angesehen.

## Nachweise